# Mandaue

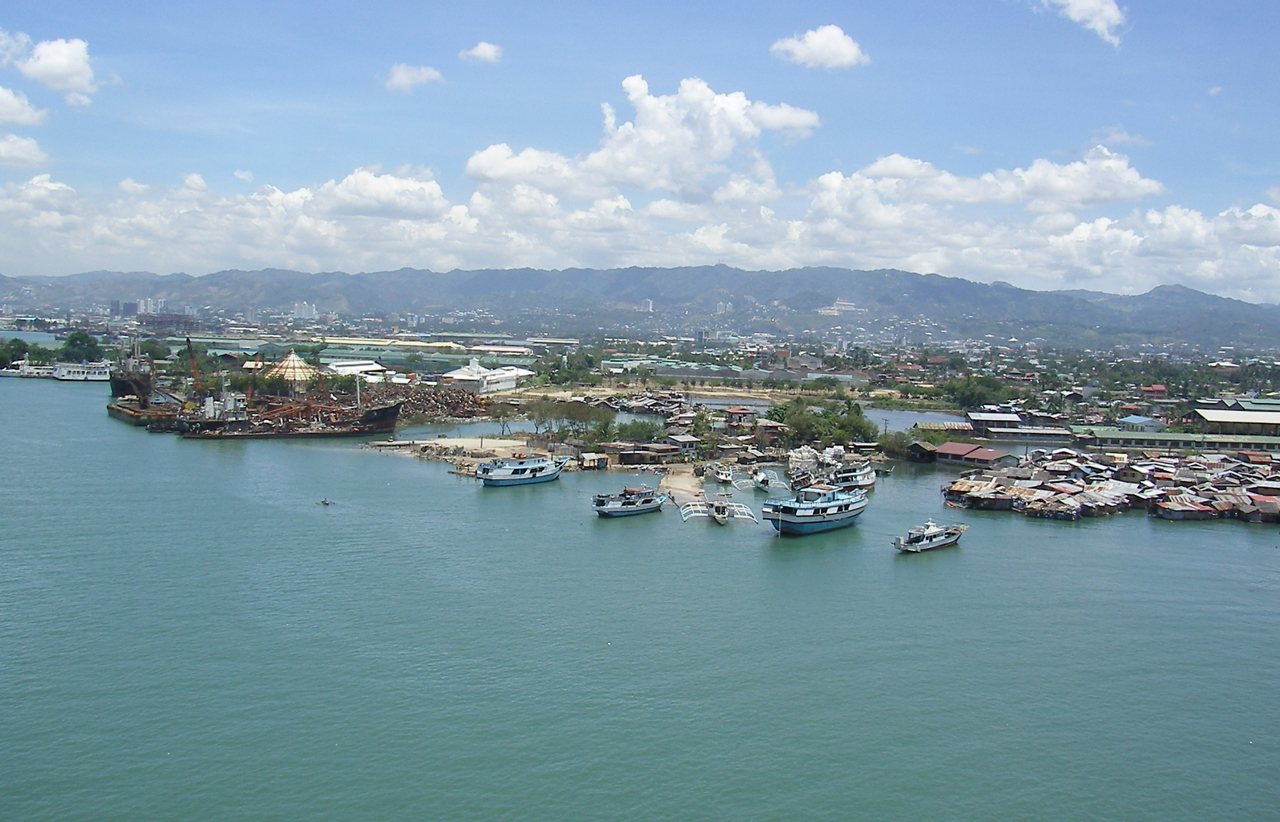
Mandaue City mit Cebu City im Hintergrund

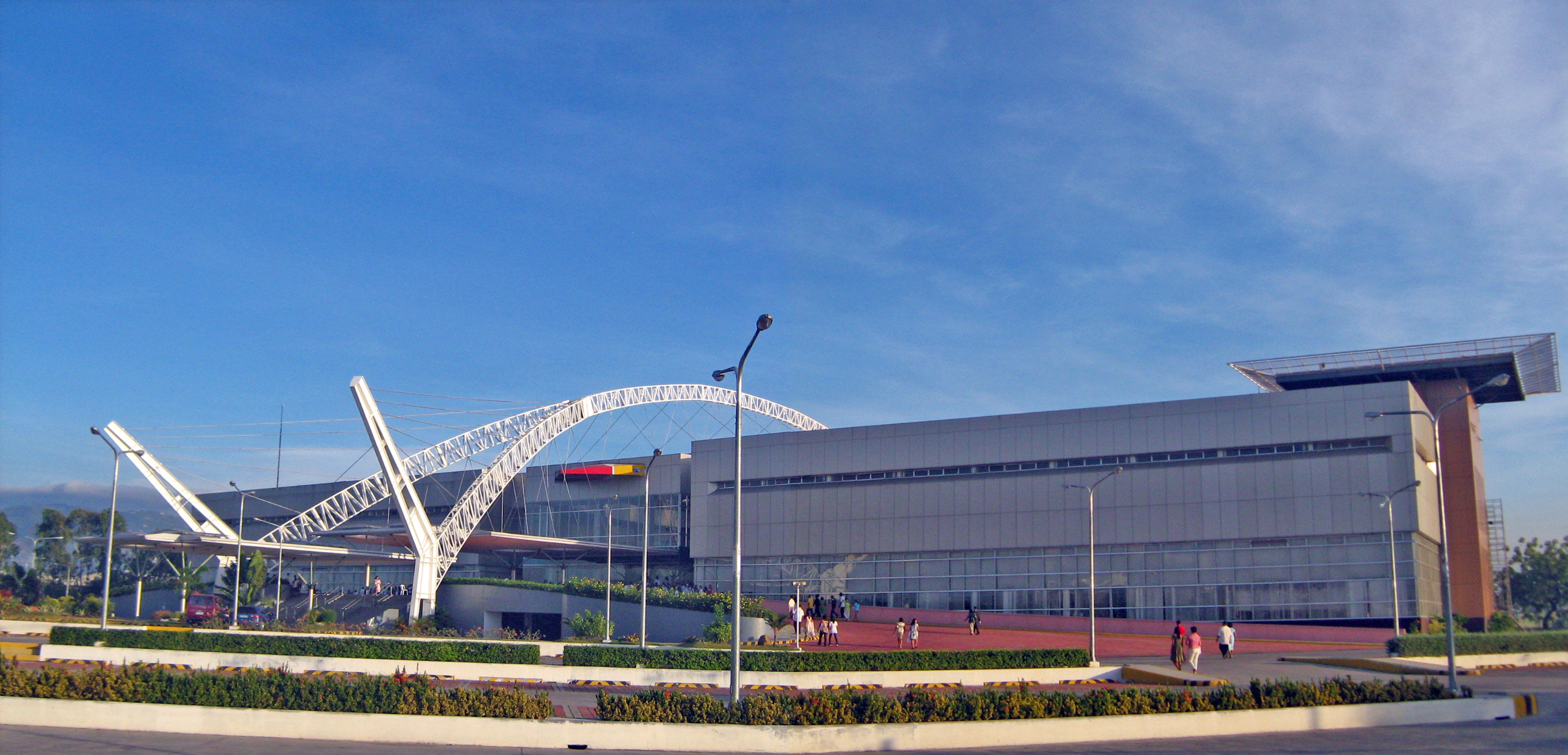
Cebu International Convention Center in Mandaue City

Die Stadt Mandaue City (Filipino: Lungsod ng Mandaue) liegt in der Provinz Cebu, in der Verwaltungsregion Central Visayas, des Landes der Philippinen.
Die Stadt liegt auf der Insel Cebu. Die Nachbargemeinden sind Cebu City im Westen und Norden, Lapu-Lapu City im Süden und der Municipality of Consolacion im Osten. Mandaue City ist Teil des zweitwichtigsten Ballungsraumes der Philippinen, Metro Cebu. Der Mactan-Cebu International Airport in Lapu-Lapu City ist in zehn Minuten Fahrzeit von Mandaue City entfernt. Die Stadt verfügt über ein gut ausgebautes Schulsystem mit mehreren Universitäten. Mandaue City ist eine der ältesten, schriftlich belegten, Siedlungen der Philippinen und war ein wichtiger Ausgangspunkt für die christliche Kolonisierung der Philippinen.

## Geschichte
Die erste Erwähnung von Mandaue City geht auf die Expedition des Ferdinand Magellan im Jahre 1521 zurück. In dem Reisebericht der Expedition wird ein Ort namens Mandawe erwähnt, der in der kleinen Bucht von Cebu liegt. Dieser Ort ist heute als Baranggay Tipolo bekannt.
Im Jahre 1571 wurde von dem spanischen Eroberer Miguel López de Legazpi das erste Trockendock, auf dem Gebiet der Philippinen, an der Küstenlinie des heutigen Baranggays Tipolo errichtet.
In der Zeit von 1580 bis 1700 waren die Siedlungen an der Bucht von Cebu in einer spanischen Verwaltungseinheit eines Pueblos zusammengefasst. Mandaue wurde 1899 erstmals als Town of Mandaue erwähnt.
Mandaue City wurde das Stadtrecht am 21. Juni 1969 verliehen, Grundlage hierzu war der Republic Act 5519.

## Geographie
Die Stadt Mandaue befindet sich auf der Insel Cebu, an der Straße von Cebu gelegen. Ihr gegenüber liegt die Insel Mactan, mit der sie über zwei Brücken verbunden ist.

## Flächennutzung
Die Stadt Mandaue erstreckt sich auf 3.487 Hektar oder 34,87 km². Damit bildet die Stadt Mandaue die zweitkleinste Verwaltungseinheit der Provinz Cebu nach der Municipality of Cordova (Cebu).
Die Flächennutzung wird wie folgt angegeben:
- Wohnbebauung: 872 Hektar
- Handel und Gewerbe: 242 Hektar
- Industrieansiedlung: 1.695 Hektar
- Öffentliche Einrichtungen: 60 Hektar
- Parks: 24 Hektar
- Straßen: 120 Hektar
- Landwirtschaft: 283 Hektar

## Bildungseinrichtungen
- Campus der University of the Visayas

## Baranggays
Die Stadt Mandaue unterteilt sich 27 Barangays
- Alang-alang
- Bakilid
- Banilad
- Basak
- Cabancalan
- Cambaro
- Canduman
- Casili
- Casuntingan
- Centro
- Cubacub
- Guizo
- Ibabao-Istancia
- Jagobiao
- Labogon
- Looc
- Maguikay
- Mantuyong
- Opao
- Pagsabungan
- Paknaan
- Subangdaku
- Tabok
- Tawason
- Tingub
- Tipolo
- Umapad

## Städtepartnerschaften
- Bacău, Rumänien
- Mosul, Irak
- Bacolod City, Philippinen
- Baguio City, Philippinen
- Butuan City, Philippinen
- Marikina City, Philippinen
- Dumaguete City, Philippinen